# Alfredo Mozinho Esteves
Alfredo Mozinho Esteves (ur. 6 kwietnia 1976 roku w Lizbonie) – piłkarz grający na pozycji obrońcy. Reprezentant Timoru Wschodniego, zawodnik amerykańskiego klubu piłkarskiego Minnesota Thunder.
Posiada podwójne obywatelstwo, dlatego może występować w reprezentacji Timoru Wschodniego, której jest kapitanem. Od 2005 roku rozegrał w niej pięć spotkań. 21 października 2007 Esteves wystąpił w meczu eliminacji MŚ w 2010 roku przeciwko drużynie Hongkongu, strzelając gola samobójczego (Timor Wschodni przegrał 2:3).

## Kariera klubowa
- 1999–2003:  GD Gafanha
- 2003:  New Hampshire Phantoms
- 2003–2004:  Uniao Tocha
- 2004–2005:  FC Oliveira de Hospital
- 2005–2006:  CD Aves
- 2006–2008:  Minnesota Thunder
- od 2008:  Wollongong FC

## Kariera trenerska
Od roku 2014 pomaga trenować narodową reprezentację Timoru Wschodniego.